# Automotrice RhB ABe 4/4 III
L'elettromotrice ABe 4/4 III è un'automotrice elettrica a corrente continua a scartamento metrico della Ferrovia Retica (RhB), la principale compagnia ferroviaria del Cantone dei Grigioni in Svizzera, in servizio sulla ferrovia del Bernina.

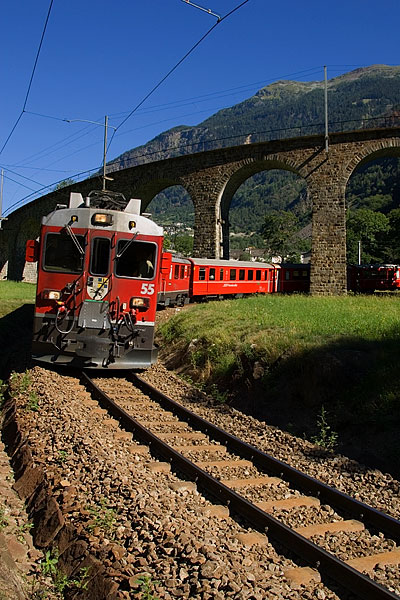
ABe 4/4 III 55 e accoppiata ABe 4/4 III sul viadotto elicoidale di Brusio

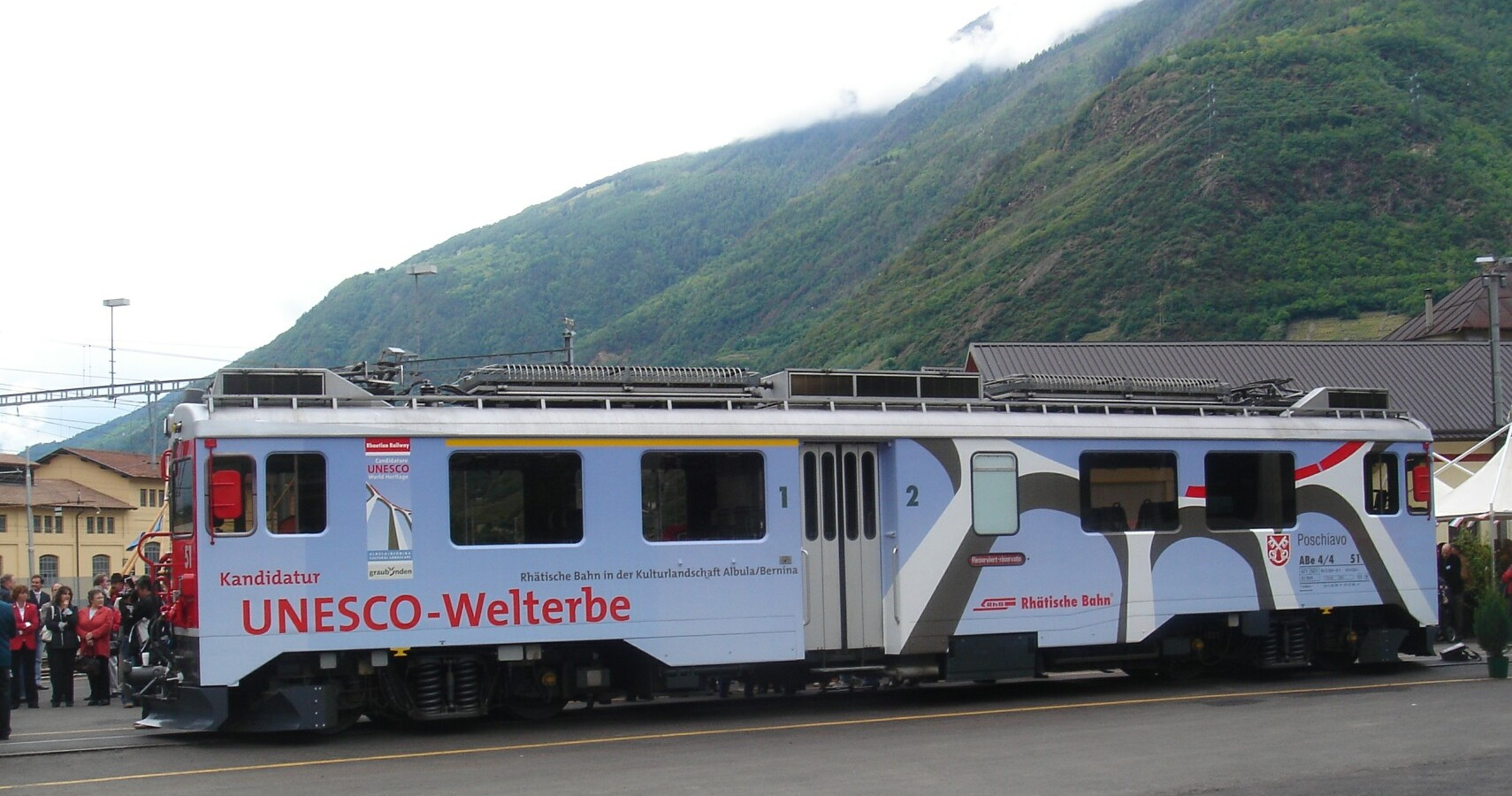
Livrea speciale per la ABe 4/4 51 a Tirano il 5 maggio 2007

## Storia
Le elettromotrici vennero costruite in Svizzera tra 1988 e 1990 in numero di 6 unità numerate progressivamente da 51 a 56 dalla fabbrica svizzera SLM di Winterthur in collaborazione con la ABB in due sottoserie di 3 unità ciascuna. Sono state le prime unità di trazione della Retica ad utilizzare il sistema di trazione a frazionamento a GTO con l'utilizzo di motori ad induzione a corrente alternata. Le ABe 4/4 III sono la terza serie di elettromotrici acquistate dalla Retica; utilizzate sulla Ferrovia del Bernina hanno sostituito progressivamente nei servizi le precedenti ABe 4/4 I.
Nel 2007 l'elettromotrice ABe 4/4 III 51 ha ricevuto una livrea speciale per pubblicizzare la candidatura, poi ottenuta, per l'inclusione nella Lista del Patrimonio Mondiale dell'UNESCO della Ferrovia retica e del suo inserimento nel paesaggio dell'Albula-Bernina.

## Caratteristiche
La sigla ABe 4/4 secondo il sistema svizzero di classificazione dei rotabili ferroviari definisce una unità di 1ª e 2ª classe a 4 assi tutti motori. L'alimentazione elettrica è a corrente continua a 1.000 volt tuttavia le elettromotrici sono le prime unità della Retica ad avere i motori di trazione del tipo asincrono trifase. La conversione è ottenuta mediante frazionatori a tiristori GTO. Con una potenza installata di 1016 kW sono tra le più potenti della flotta retica. Sono in grado di trainare 95 t sulla massima pendenza del 70 per mille; offrono 12 posti di prima classe e 16 in seconda.
Erano accoppiabili a comando multiplo anche con le precedenti ABe 4/4 II e con le locomotive diesel elettriche Gem 4/4. L'automotrice è controllabile, in caso di utilizzo congiunto con uno spazzaneve elettrico Xrotet 9.218-19, anche dalla cabina di quest'ultimo. 
Le ABe 4/4 III raggiungono la velocità di 65 km/h e hanno una massa di 47 t. 
La livrea è rossa come il resto dei rotabili RhB. Secondo le consuetudini le elettromotrici hanno ricevuto, oltre allo stemma del Cantone dei Grigioni, anche un proprio nome:
- 51 Poschiavo
- 52 Brusio
- 53 Tirano
- 54 Hakone
- 55 Diavolezza
- 56 Corviglia

dal 22 ottobre 2023 sono state dismesse a favore dei nuovi elettrotreni ABe 8/12 Allegra